# بنی جمره
بنی جمره (به عربی: بنی جمرة) یک منطقهٔ مسکونی در بحرین است که در شمالیه (بحرین) واقع شده‌است.